# زردچال
زردچال، روستایی از توابع بخش رودبار شهرستان شهرستان قزوین در استان قزوین ایران است.

## جمعیت
این روستا در دهستان رودبار شهرستان قرار دارد و براساس سرشماری مرکز آمار ایران در سال ۱۳۸۵، جمعیت آن ۶۳ نفر (۱۳خانوار) بوده‌است. عمده محصولات کشاورزی اهالی فندق و زردآلو می‌باشد. شغل بیشتر مردم روستا کشاورزی می‌باشد. فقط یک کیلومتر از راه ارتباطی روستا خاکی است.